# Fränkisches Reichsgrafenkollegium

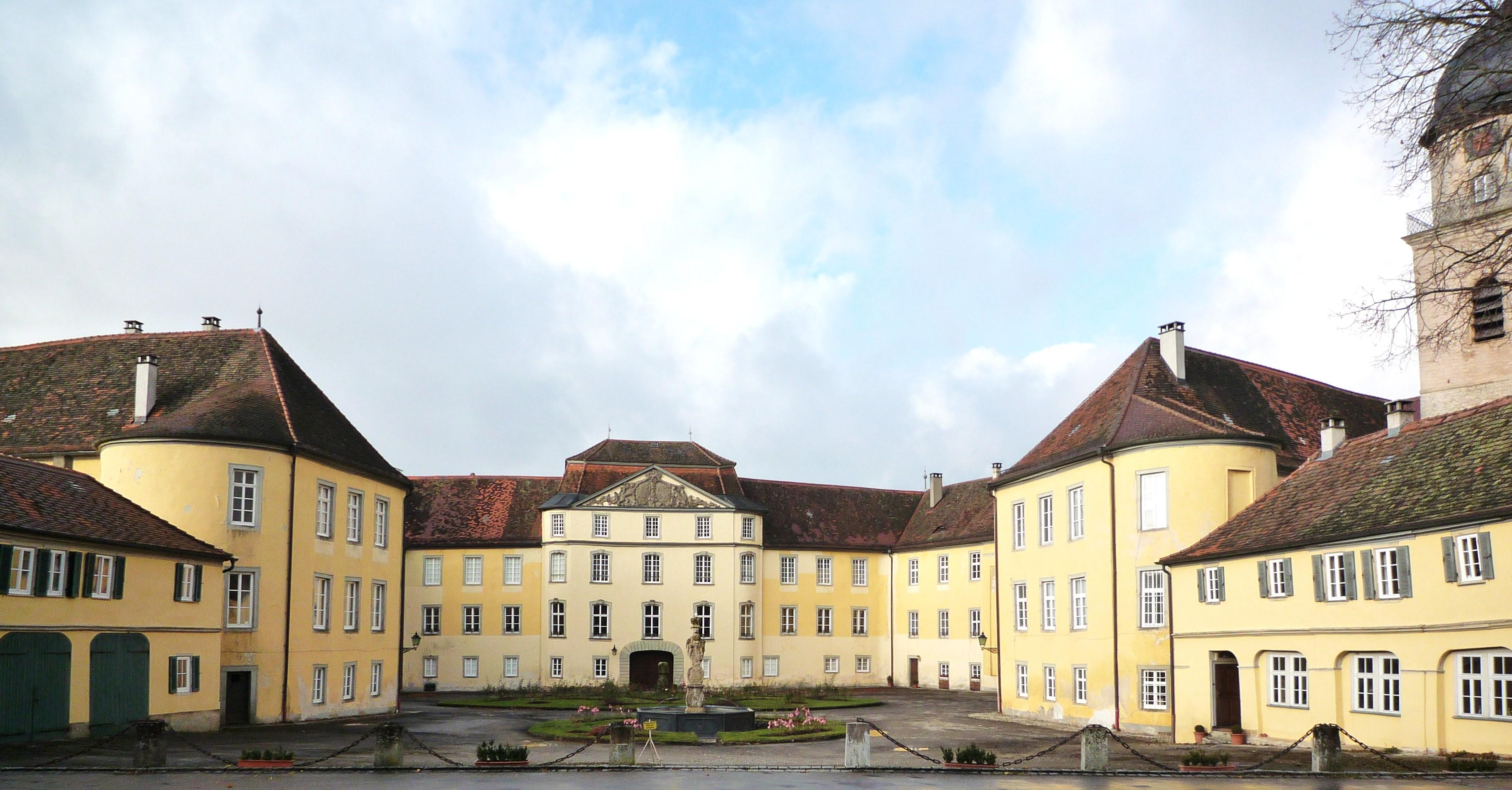
Barockschloss Bartenstein. Die Fürsten von Hohenlohe-Bartenstein übten großen Einfluss auf der Grafenbank aus

Das fränkische Reichsgrafenkollegium, auch fränkische Grafenbank genannt, war der korporative Zusammenschluss der fränkischen Reichsgrafen und Herren zur Wahrung ihrer Interessen auf den Reichstagen, insbesondere im Reichsfürstenrat des Heiligen Römischen Reichs und im fränkischen Reichskreis.

## Vorgeschichte
Neben den Zusammenschlüssen der schwäbischen und Wetterauer Grafen bildete sich im 16. Jahrhundert vor dem Hintergrund möglicher Mediatisierung ein fränkischer Grafenverein. Die Gruppe der fränkischen Grafen war deutlich kleiner als die der anderen Landschaften. Außerdem waren ihre Macht und ihr Reichtum sehr unterschiedlich. Ein weiterer Aspekt war, dass die fränkischen Grafen teilweise noch eng mit der Reichsritterschaft verbunden waren. Auch fühlten sich die mehrheitlich lutherisch gesinnten fränkischen Grafen bei den mehrheitlich katholisch gebliebenen (ober-)schwäbischen Grafen und Herren wohl mit ihren Interessen nicht mehr angemessen vertreten.
Die Bemühungen um Anerkennung ihres Stimmrechts auf den Reichstagen in Form einer weiteren Kuriatstimme blieben aber aufgrund der institutionellen Lähmung durch die konfessionelle Spaltung bis in die Mitte des 17. Jahrhunderts erfolglos.

## Abhängigkeit von anderen Kollegien
Der fränkische Grafenverein hat daher nur wenige Reichsabschiede unterzeichnet. Versuche, eine Beteiligung an der schwäbischen Kuriatstimme zu erringen, scheiterten 1543/44 auch am konfessionellen Gegensatz. Seit 1547 konnten die fränkischen Grafen nicht mehr als eigenständige Gruppe auf Reichsebene handeln, und die Nichtbeteiligung am Reichstag gefährdete ihre Reichsstandschaft. Freiwillig räumte das schwäbische Reichsgrafenkollegium 1557 eine Interessenvertretung auch der Franken ein; eine eigenständige Kuriatstimme der Franken lehnten die Schwaben jedoch ab. Unterstützung kam in den 1570er Jahren vom Wetterauer Grafenverein, der die Franken zur Mitarbeit in ihrer Korporation aufforderte. Aber auch dabei kam es zu keiner dauerhaften Zusammenarbeit. Auch in den folgenden Jahrzehnten warben die fränkischen Grafen vergeblich für eine eigene Kuriatstimme. Die neuen konfessionellen Spannungen und der Dreißigjährige Krieg standen diesen Bestrebungen im Wege.

## Bemühungen um eine Kuriatstimme vor 1641
Der Anerkennung als eigenständige Korporation auf Reichsebene ging die Trennung der fränkischen Grafen von der ebenfalls reichsunmittelbaren Reichsritterschaft voraus. Ein Konnubium war nicht mehr erwünscht. Außerdem intensivierten die Grafen ihre Beteiligung an den Angelegenheiten des fränkischen Reichskreises. Durch diese beiden Aspekte distanzierten sich die Grafen von der Reichsritterschaft und betonten ihre Zugehörigkeit zu den Reichsständen.
Seit 1630 hatten die Franken zunächst bei Versammlungen der evangelischen Stände (Corpus Evangelicorum) eine Kuriatstimme. Erst 1641 wurde den Franken auch auf den Reichstagen im Fürstenrat eine Kuriatstimme eingeräumt. In der Aufrufordnung des Reichsfürstenrats nahm die Fränkische Grafenbank den vorletzten Rang (# 99) ein.

## Organisation
Im Gegensatz zu den übrigen Grafenkollegien, die relativ unabhängige Organisationen waren, war das fränkische Reichsgrafenkollegium auf das Engste mit dem Fränkischen Reichskreis verbunden. Daher war eine innere Organisation nicht besonders wichtig. Eine Verfassung gab sich das Kollegium, angelehnt an das der Wetterauer, erst 1583. Danach war der Kreisrat zentrales Organ des Vereins. Aus diesem ging auch der Ausschreiber (Direktor) des Kollegiums hervor, der für ein Jahr im Amt war. Die Nachfolge bestimmte das Alter der Mitglieder. Im Jahr 1590 wurde die Amtszeit auf zwei Jahre, später auf drei Jahre erhöht. Der Ausschreiber rief den Grafenkonvent als das entscheidende Entscheidungsgremium zusammen. Es bestand Anwesenheitspflicht, und jeder Graf hatte eine Stimme. Deutlich später als in den anderen Grafenkollegien wurde 1615 ein Syndikus eingestellt. Mitglieder konnten Grafen und Herren mit ausreichend großen Immediatherrschaften werden, die vom fränkischen Reichskreis admittiert worden waren.

## Mitglieder
Die bedeutendsten Familien waren die Hohenlohe, Castell, Erbach und Löwenstein-Wertheim. Hinzu kamen die Grafen von Limpurg und Wolfstein (beziehungsweise deren Erben), die Grafen von Nostitz (wegen Rieneck), Schönborn (wegen Reichelsberg und Wiesentheid), Graevenitz (wegen Welzheim von 1727 bis 1732) sowie die Fürsten von Schwarzenberg (wegen Seinsheim). Ohne entsprechendes Territorium als Personalisten gehörten dem Kollegium an die Grafen von Windisch-Graetz, Ursin von Rosenberg, Starhemberg, Wurmbrand, Giech und Pückler (die dann aber als Pückler-Limpurg wegen erheirateten Anteilen an Limpurg die Reichsstandschaft als Realisten erlangten).

## Mitglieder des Fränkischen Reichsgrafenkollegiums 1792
- 1. Hohenlohe-Bartenstein (Allodialerbe von Limpurg-Gaildorf)
- 2. Hohenlohe-Schillingsfürst (Mitgliedschaft strittig)
- 3. Hohenlohe-Öhringen (gemeinsam für Hohenlohe-Neuenstein)
- 4. Hohenlohe-Langenburg (gemeinsam für Hohenlohe-Neuenstein)
- 5. Hohenlohe-Ingelfingen[Anm. 1] (gemeinsam für Hohenlohe-Neuenstein)
- 6. Hohenlohe-Kirchberg (gemeinsam für Hohenlohe-Neuenstein)
- 7. Castell-Rüdenhausen[Anm. 2] (gemeinsam für Castell)
- 8. Castell-Remlingen (gemeinsam für Castell)
- 9. Erbach-Fürstenau (gemeinsam für Erbach)
- 10. Erbach-Erbach (gemeinsam für Erbach)
- 11. Erbach-Schönberg (gemeinsam für Erbach)
- 12. Wertheim (im Besitz von Löwenstein-Wertheim-Freudenberg und Löwenstein-Wertheim-Rochefort)
- 13. Limpurg-Gaildorf (Allodialerben gemeinsam mit Allodialerben von Limpurg-Sontheim und Limpurg-Schmiedelfeld für Limpurg, d. h. Pückler-Limpurg, Leiningen, Württemberg, Löwenstein-Wertheim, Hohenlohe-Bartenstein, Brandenburg-Ansbach)
- 14. Limpurg-Speckfeld (Allodialerben, d. h. Rechteren-Limpurg, Pückler-Limpurg)
- 15. Limpurg-Wolfstein (Allodialerben, d. h. Hohenlohe-Kirchberg, Giech, Mitgliedschaft strittig)
- 16. Grafschaft Rieneck (im Besitz der Grafen von Nostitz. Rieneck wurde 1803 an die böhmischen Grafen von Colloredo und Mansfeld veräußert, die so den Aufstieg in die Reichsunmittelbarkeit erreichten.)
- 17. Herrschaft Seinsheim (im Besitz der Fürsten von Schwarzenberg)
- 18. Herrschaft Reichelsberg (im Besitz der Grafen von Schönborn)
- 19. Herrschaft Wiesentheid (im Besitz der Grafen von Schönborn)
- 20. Herrschaft Welzheim[Anm. 3] (im Besitz von Friedrich Wilhelm Graf von Graevenitz, Reichsgraf 1727–1735, dann zwangsweise an Württemberg verkauft und bis 1807 württembergisches Kammerschreiberei-Oberamt)
- 21. Herrschaft Hausen[Anm. 4] (im Besitz von Brandenburg-Ansbach, Mitgliedschaft strittig)
- --. Geyer (1676 Reichsgrafen, 1750 erloschen)
- --. Notthafft (1638 Reichsgrafen, 1734 erloschen)
- 22. Windisch-Graetz (als Personalist)
- 23. Orsini-Rosenberg (als Personalist)
- 24. Starhemberg ältere Linie (als Personalist)
- 25. Wurmbrand (als Personalist)
- 25. Giech (als Personalist)
- 25. Graevenitz (siehe oben Nr. 20)
- 26. Pückler-Limpurg (anfangs als Personalisten, später durch Heirat als Realisten)

## Wappen

Hohenlohe
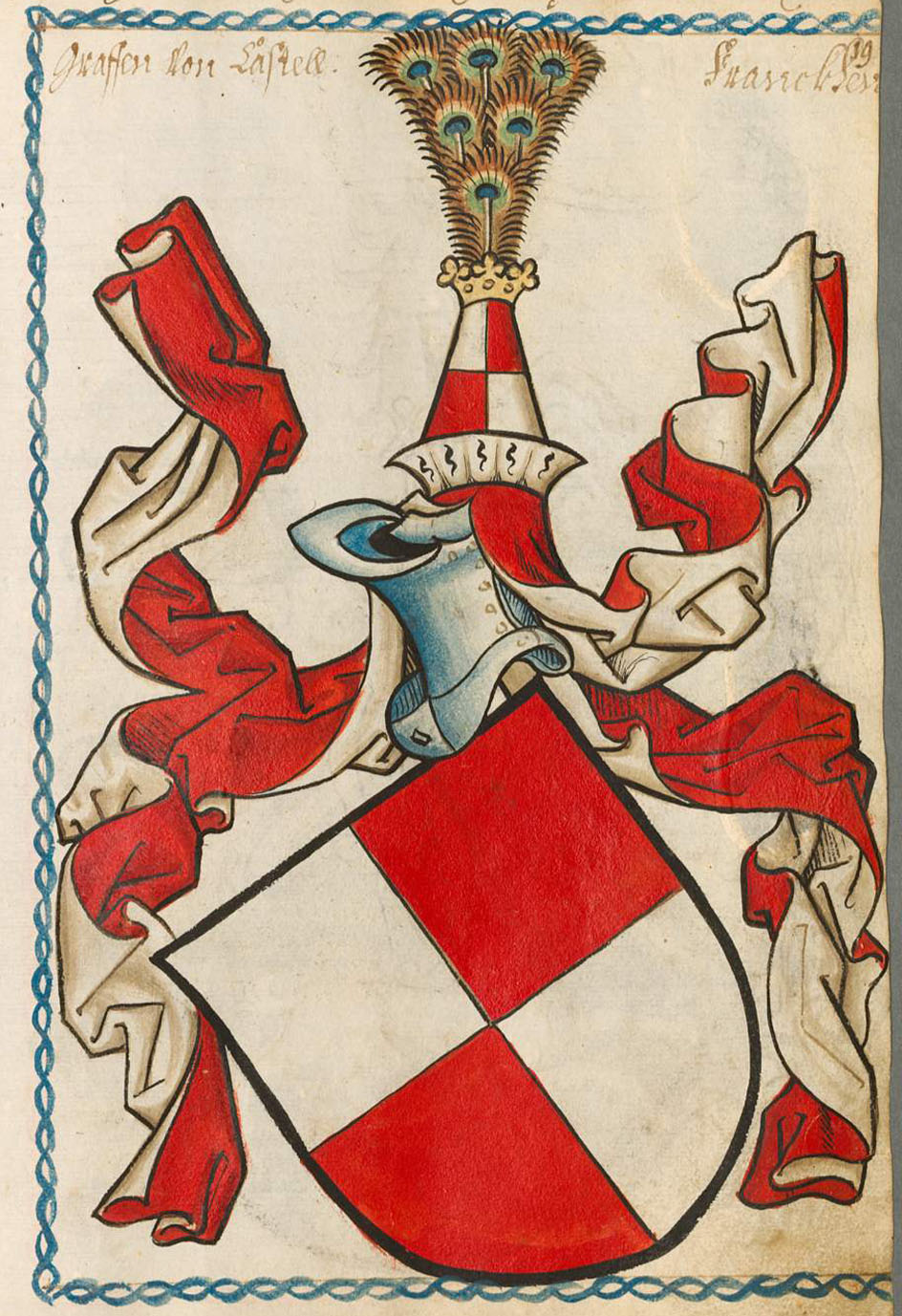
Castell
Erbach
Löwenstein-Wertheim
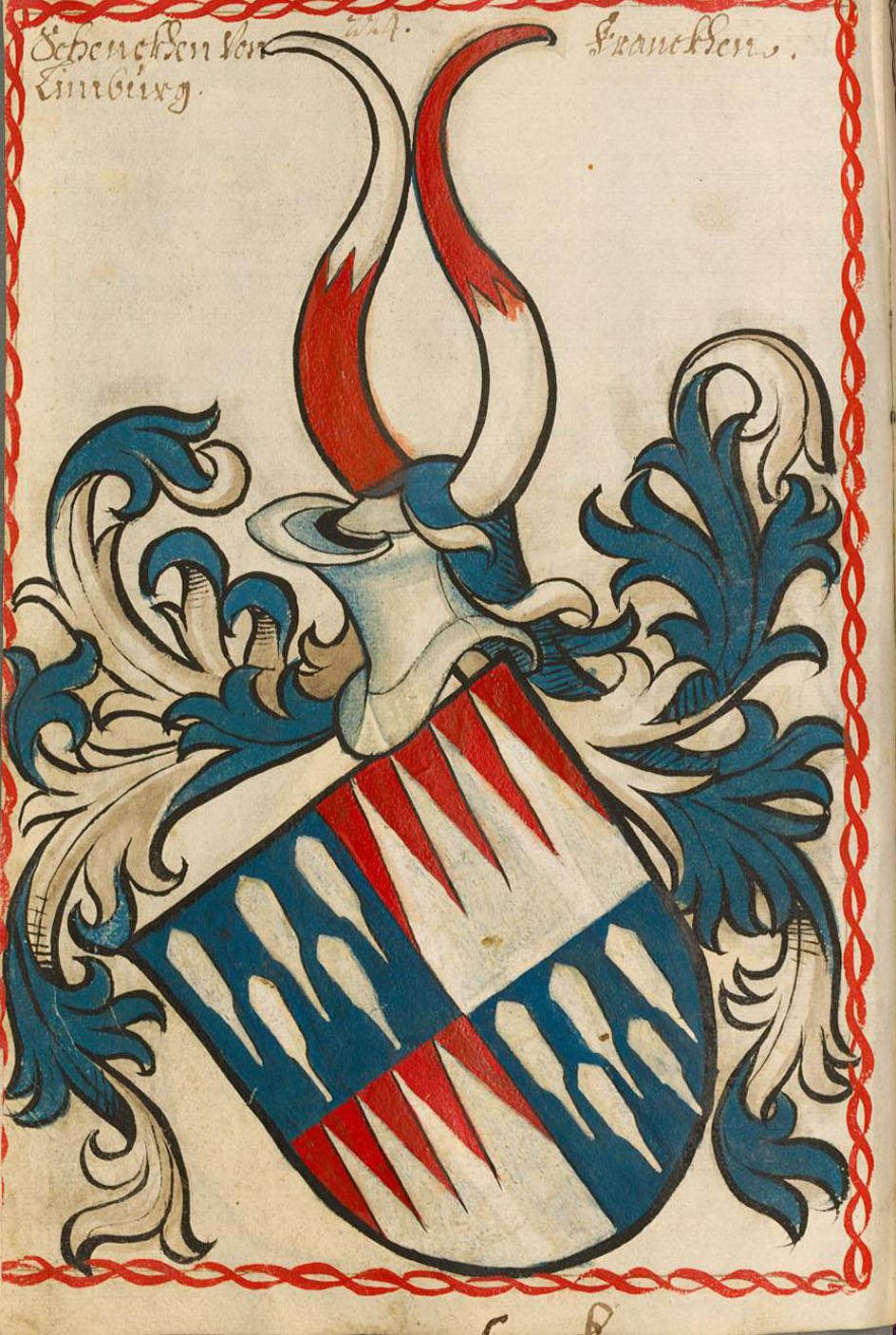
Limpurg
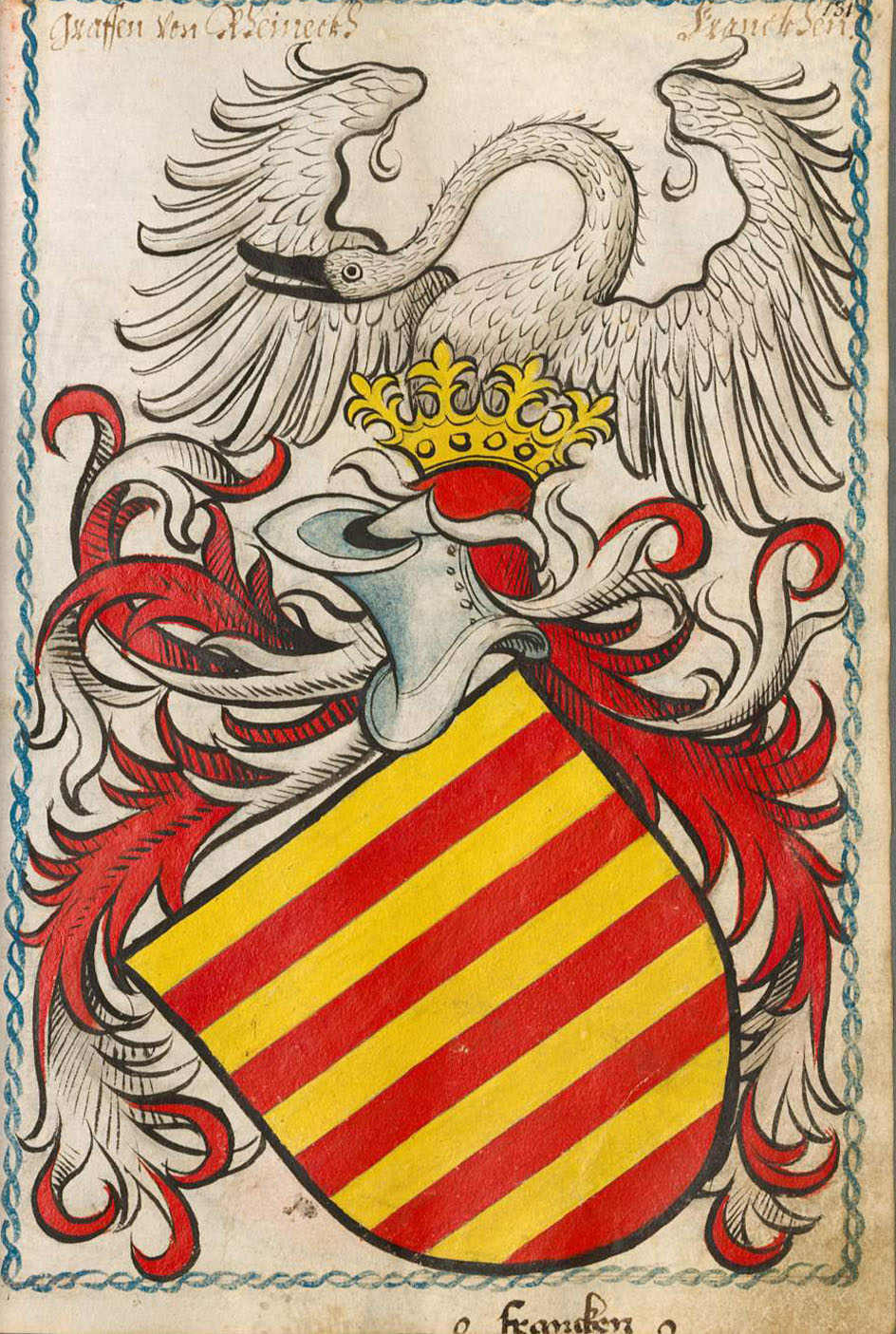
Rieneck
Nostitz
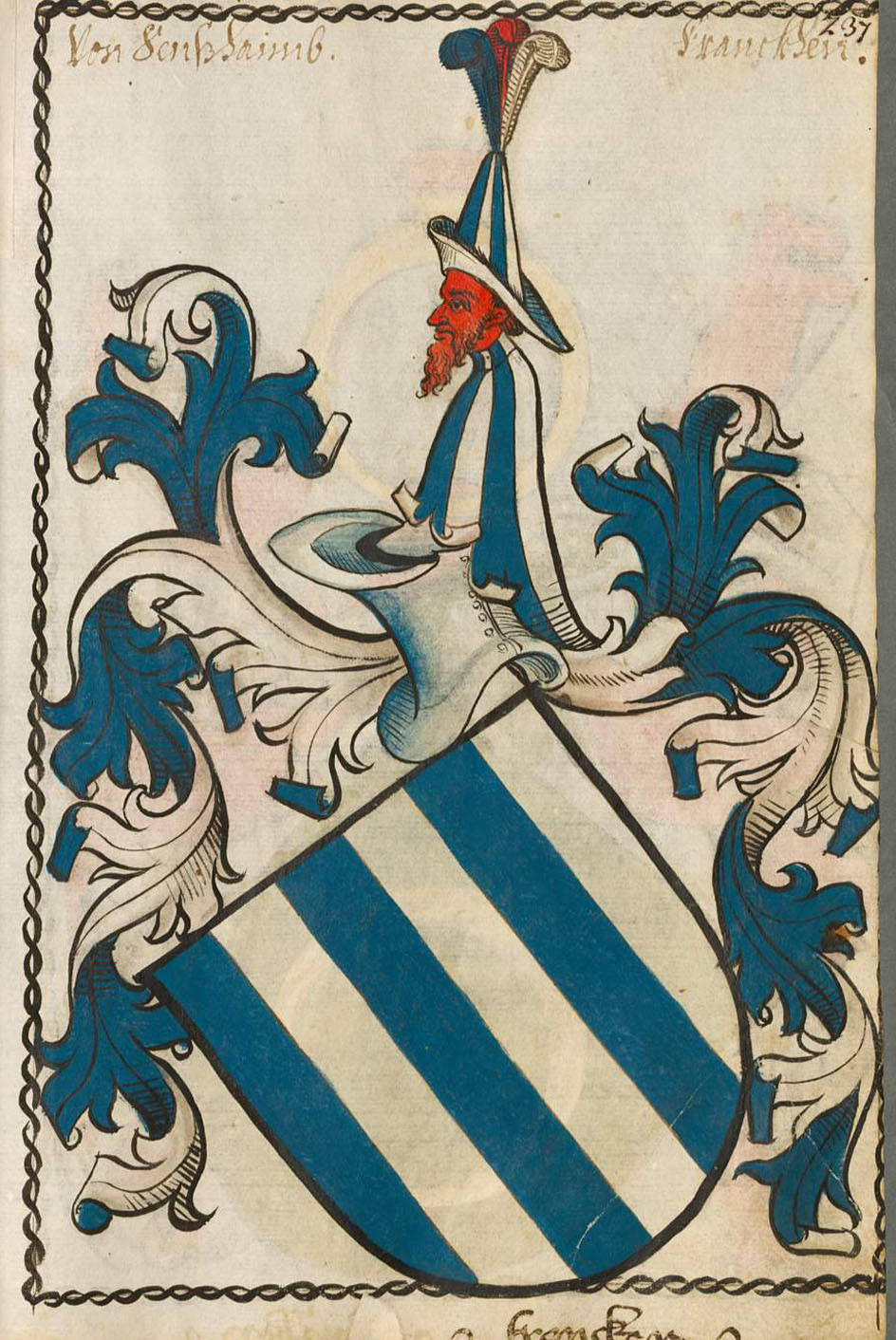
Seinsheim
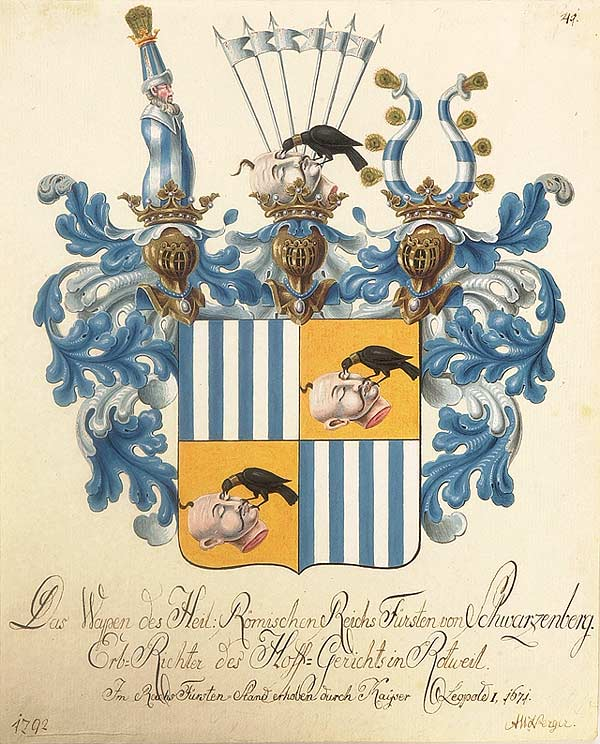
Schwarzenberg
Schönborn
Graevenitz
Windisch-Graetz
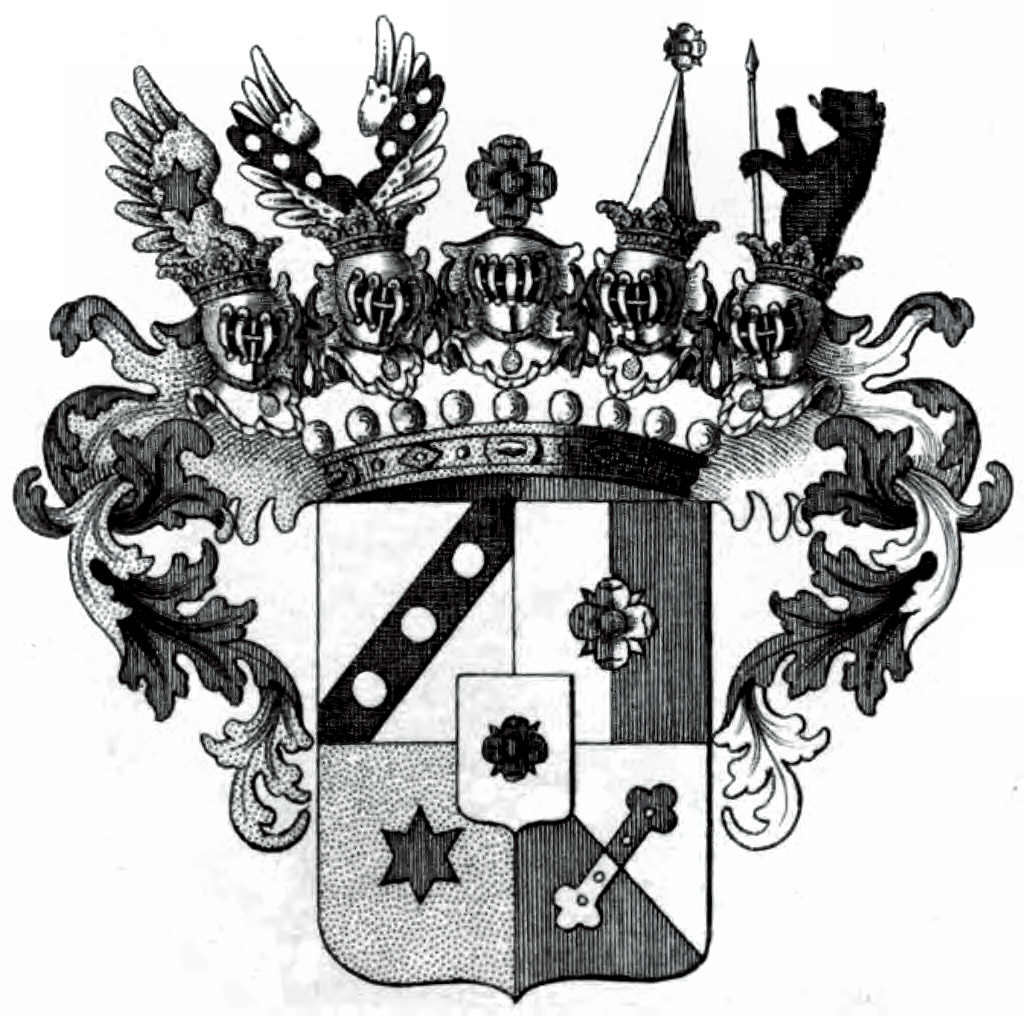
Orsini-Rosenberg
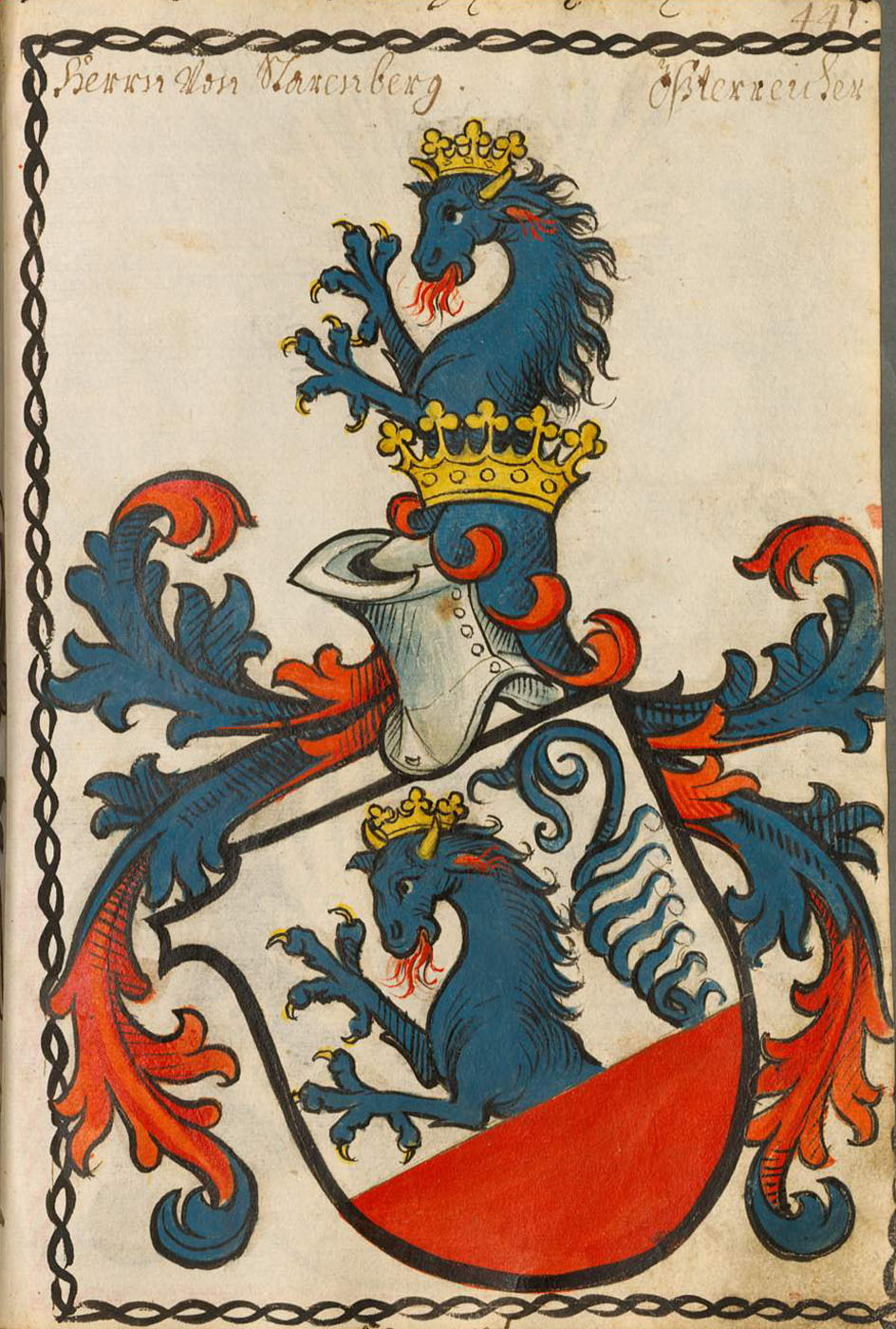
Starhemberg
Wurmbrand
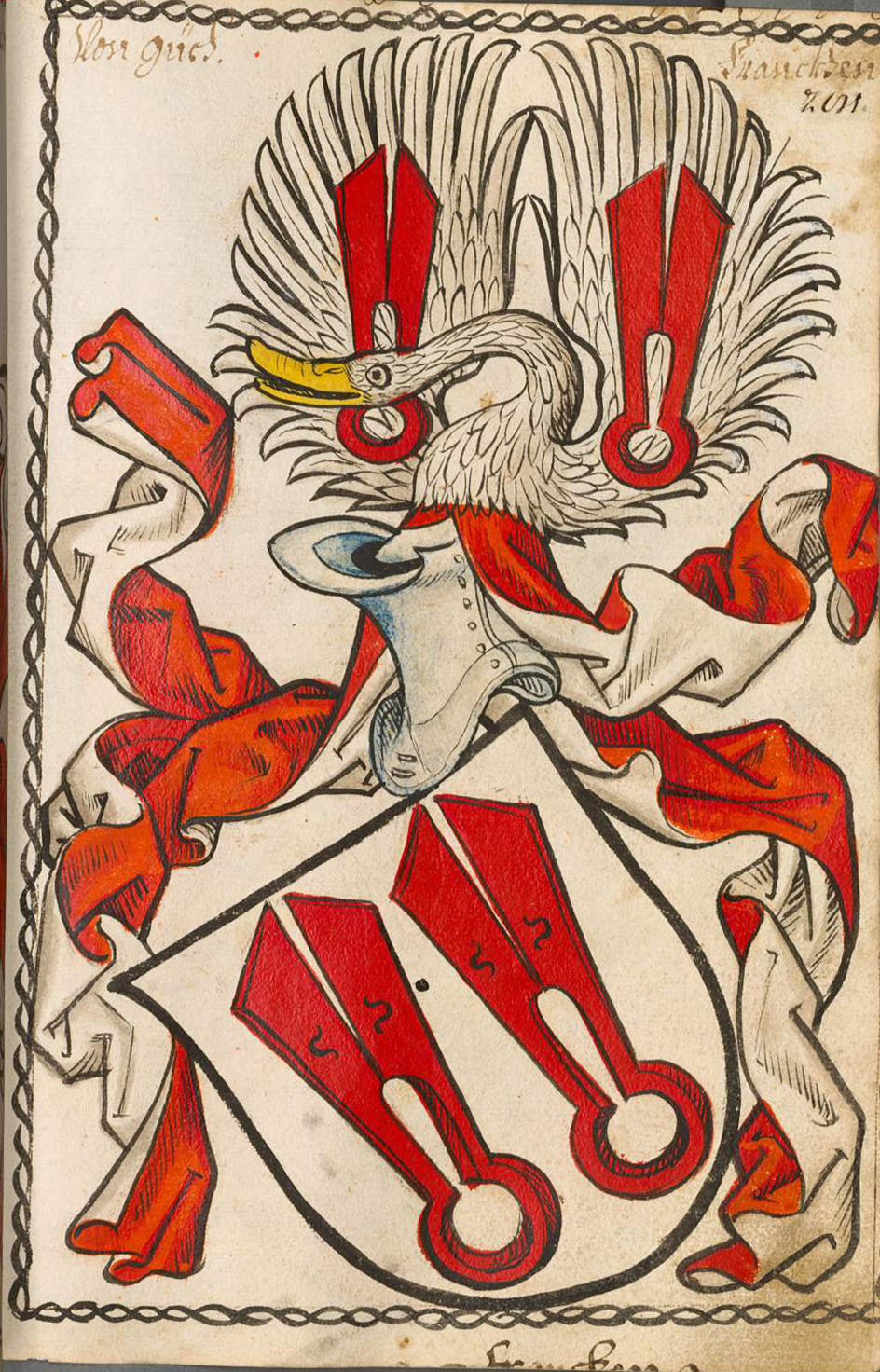
Giech
Pückler

## Auflösung des Fränkischen Reichsgrafenkollegiums
Mit dem Reichsdeputationshauptschluss vom 25. Februar 1803 begann das Ende des Fränkischen Reichsgrafenkollegiums.
- Der Fürst von Hohenlohe-Waldenburg-Bartenstein erhielt eine eigene Virilstimme und schied damit aus dem Fränkischen Reichsgrafenkollegium aus. Als Entschädigung für die im Frieden von Lunéville 1801 an Frankreich gefallene Herrschaft Oberbronn erhielt Hohenlohe-Bartenstein Teile des säkularisierten Hochstifts Würzburg, nämlich die Ämter Jagstberg, Haltenbergstetten, Laudenbach und Braunsbach, das ganze Dorf Münster und einen Anteil von Neunkirchen. Mit diesen Kompensationsgewinnen wurde die Sekundogenitur Hohenlohe-Jagstberg ausgestattet, die ihren Sitz im Schloss Haltenbergstetten oberhalb von Niederstetten nahm.
- Der Fürst von Hohenlohe-Waldenburg-Schillingsfürst erhielt eine eigene Virilstimme und schied damit aus dem Fränkischen Reichsgrafenkollegium aus.
- Der Fürst von Hohenlohe-Neuenstein erhielt eine eigene Virilstimme und schied damit aus dem Fränkischen Reichsgrafenkollegium aus. 1805 starb die fürstliche Linie zu Öhringen aus und wurde von der Linie zu Ingelfingen beerbt. Für ihren Verzicht auf ihren Anteil am früher mit dem Hochstift Würzburg gemeinschaftlichen Dorf Münster erhielt die Neuensteiner Linie aus würzburgischem Besitz Amrichshausen und den ehemaligen geistlichen Besitz in Künzelsau. Hier hatten Kurmainz, Würzburg, die Herren von Stetten, die Reichsstadt Hall und das Stift Comburg mit den Hohenlohe als Ganerben gemeinsam Herrschaftsrechte wahrgenommen.

Mit der Rheinbundakte vom 12. Juli 1806 verloren die Mitglieder des Fränkischen Reichsgrafenkollegiums ihre Selbständigkeit und wurden mediatisiert.
- Art. 24 zählte die Territorien auf, die den mit Napoleon verbündeten Rheinbundstaaten zugeschlagen wurden:
  - der König von Bayern erhielt Teile von Hohenlohe-Waldenburg-Schillingsfürst, Hohenlohe-Neuenstein-Langenburg-Kirchberg, Castell, Limpurg-Speckfeld, Limpurg-Wolfstein, Seinsheim, Reichelsberg, Wiesentheid,
  - der König von Württemberg erhielt Hohenlohe-Waldenburg-Bartenstein, Teile von Hohenlohe-Waldenburg-Schillingsfürst, Hohenlohe-Neuenstein-Ingelfingen, Hohenlohe Neuenstein-Langenburg-Langenburg, Limpurg-Gaildorf, Welzheim, Hausen,
  - der Großherzog von Baden erhielt Löwenstein-Wertheim,
  - der Großherzog von Hessen-Darmstadt erhielt den Besitz der drei Linien Erbach,
  - Rieneck wurde zugunsten der Fürstprimatischen Staaten mediatisiert.

Eine letzte Korrektur wurde im Grenzvertrag zwischen dem Königreich Bayern und dem Königreich Württemberg, geschlossen in Paris am 18. Mai 1810, vorgenommen. Bayern trat Hohenlohe-Kirchberg an Württemberg ab. Castell fiel an das Großherzogtum Würzburg, Rieneck an das Großherzogtum Frankfurt.